# Rokycany (Rokycanyi járás)
Rokycany település Csehországban, Rokycanyi járásban. Rokycany Mokrouše, Lhůta, Šťáhlavy, Tymákov, Raková, Kamenný Újezd, Svojkovice, Klabava, Volduchy, Litohlavy, Dobřív és Ejpovice településekkel határos. Lakosainak száma 14 386 fő (2024. január 1.).

## Népessége
A település lakosságának változását az alábbi diagram mutatja:
| Lakosok száma | 4660 | 6014 | 7346 | 11 934 | 15 041 | 13 989 | 13 969 | 14 192 | 13 758 | 14 386 |
|               | 1869 | 1900 | 1921 | 1961   | 1980   | 2011   | 2016   | 2019   | 2021   | 2024   |

## Története
A városnak 1702-ben 2262 lakosa volt. A 18. században több tűzvészt is el kellett szenvednie. A legtragikusabb 1784. szeptember 12-én tombolt, amikor szinte az egész város leégett. Utána 1786–90-ben Johann Ignaz Palliardi restaurálta a Havas Szűz Mária templomát
A 18. század első felében a várost pestisjárvány, majd 1771-ben nagy éhínség sújtotta.
A 19. század elején 2350 ember élt a városban. Az utolsó nagy tűzvész 1813-ban tört ki.

## Látnivalói
- Havas Szűz Mária temploma (Kostel Panny Marie Sněžné) a főtéren.
- A városházát Ignác Alois Palliardi bővítette.[2]
- A főtéren barokk pestisoszlop áll.
- A Kis téren áll Nepomuki Szent János emlékoszlopa.